# Viou
Pour les articles homonymes, voir Viou (homonymie).
Viou est un roman d’Henri Troyat paru en 1980. C'est la première œuvre de la trilogie Viou.

## Résumé
Viou, de son vrai nom Sylvie Lesoyeux, est une enfant vivant chez ses grands-parents paternels au Puy-en-Velay. Elle a peu connu son père, mort à la fin de la Seconde Guerre mondiale, et ne voit que rarement sa mère, Juliette, partie vivre à Paris pour y travailler.
Sylvie a une relation très distante avec sa grand-mère, fervente catholique, qui ne lui donne qu’un amour froid.
Le grand-père de Viou meurt d’une angine de poitrine puis son chien Toby est vendu dans une ferme.
À la fin de l’histoire, sa mère décide que Sylvie ira vivre avec elle à Paris, dans un internat, ainsi qu’avec son nouveau mari, un dénommé Xavier Borderaz, ami et collègue de son père.